# 居反り
居反り（いぞり）は、相撲の日本相撲協会制定決まり手八十二手、反り手のひとつである。

## 概要
上からのしかかってきた相手の懐に潜り込み、両手で相手の両膝裏を取って持ち上げ、自らの後ろに反り投げる技。
珍しい決まり手で、平成期では幕内の取組では使われていない。十両では1993年1月場所12日目において智ノ花が花ノ国に対して両手でまわしを持った形のこの技で勝っている。また幕下以下では、聡ノ富士が16回以上決めている。2023年7月場所6日目西幕下20枚目の宮城が西幕下22枚目の徳之武藏をこの決まり手で破った。過去には1937年1月場所7日目、大関鏡岩が横綱男女ノ川をこの技で破っているが、横綱大関戦で反り技が出ることは当時でも皆無に等しく、非常に珍しい出来事であった。
なお岡村賢二の漫画「ごっつあんです」では後藤丸がこの決まり手で大門寺を破り、三賞を受賞するというエピソードがある。
宇良は、アマチュア時代に居反りを記録した映像が話題になり、入門前から「居反りの宇良」と呼ばれていた。しかし、本人の信条はあくまで押し相撲であり、入門以来長きに渡り記録していなかった。2016年九州場所で試みたが敗れている。2020年11月12日、十両復帰場所となった11月場所5日目に対旭秀鵬戦で遂に初の居反りを決め白星を挙げた。
日本のアマチュア相撲の中学生以下では禁じ手である。
居反りは柔道ならば肩車になる。自身も倒れ込んだ場合は裏投となる。
日本のレスリング界で居反りといえばダブルリストアームサルトである。日本のサンボ界では相手の袖と襟を持って頭部を相手の腋の下に入れてからの同様の技も「居反り」と呼ばれている。また、サンボには「くぐり居反り」、「肘決め居反り」といった技もある。

## きぬうり
きぬうりは左(右)四つで寄り立て、相手が波離間投げを打ちそうになった場合、素早く腰を沈め、相手の左(右)脚をもろに取って、左(右)後ろ隅へ反り返す技。公式の決まり手には入ったことがない。公式の決まり手体系にこだわらない『大相撲』誌（読売新聞社）で採用している。
『大相撲』誌が「きぬうり」として掲載した取組として次の取組がある。
- 昭和44年11月場所序ノ口優勝決定戦　○嶺男山－荒岩×　（公式発表は「居反り」）

この「きぬうり」は、書籍『相撲大鑑』（1909年）にカタカナの「キヌウリ」として見える技名である。
相撲評論家の彦山光三は1934年の自著で、きぬうりがどんな技かさっぱりわからない旨述べている。

## 擬帽子反
擬帽子反（ぎぼしぞり）は相手の前みつを両手で持って腰を落とし、相手の腹めがけて両手を突き伸ばして相手を反り返す居反り。
樋渡雋次郎著の書籍『相撲』（1923年）らに掲載されている擬宝珠反（ぎぼしぞり）とは異なる技である。